# سهرية
سهرية مسرحية لبنانية من تأليف وتلحين زياد الرحباني، وإخراج نقولا أبو سمح، عرضت عام 1973

## فريق العمل
- جورجيت صايغ بدور ياسمين ابنة نخلة التنين.
- مروان محفوظ بدور المغني الجديد.[3]
- جوزيف صقر بدور المعلم نخلة التنين صاحب القهوة.
- بيار جامجيان بدور عزو

## قصة المسرحية
وتدور أحداث المسرحية في قهوة نخلة التنين (جوزيف صقر)، حيث يجتمع أهالي القرية في هذه القهوة ويستمعون الى المغني نخلة التنين صاحب القهوة. تتحدث المسرحية عن فكرة  نخلة بايجاد شخص آخر ليؤدي الأغاني في القهوة بدلا منه. قام بعمل مسابقة لفحص الاصوات ولكنه فشل في ايجاد أي صوت مناسب. وبعدها يظهر شخص يدعى (مروان محفوظ) ولديه صوت جميل جدا، رفض نخلة ان يعمل هذا الشخص في الغناء بالقهوة لان صوت الشخص أجمل من صوته فخاف ان تضيع شهرته. وقام بابعاده بالقوة. ابنة نخلة (جورجيت صايغ) اعجبت بهذا الشخص وأصبحت تربط هذا الشخص علاقة حب مع ابنة نخلة. اقتنع السيد نخلة أخيرا بالأمر ووافق ان يعمل الشخص في القهوة وتزوج ابنته.
تحتوي المسرحية على العديد من الأغاني الجميلة. (يا بنت المعاون، نطرني، وغيرها)

## وصلات خارجية
فيديو مسرحية سهرية على يوتيوب.